# إدسل
إدسل (بالإنجليزية: Edsel)‏ كانت سيارة صُممت وصُنعت من قبل شركة فورد الأمريكيَّة في الأعوام 1958–1960. بذلت الشركة في عمل دعاية كبيرة لها بأن استثمرت لها دعاية عام كامل ولكنها فشلت في جذب المُشترين إليها وبالكاد بيعت سيارات إدسل للمشترين. كانت نتيجة هذه الحملة الدعائية لهذه السيارة بأن خسرت فورد 250 مليون دولار بسببها.